# Урожайное (Карагандинская область)
Урожа́йное (каз. Урожайное) — село в Бухар-Жырауском районе Карагандинской области Казахстана, входит в состав Центрального сельского округа. 

## География
Населённый пункт расположен в западной части Бухар-Жырауского района, на берегу реки Ошаганды, в 5,2 километрах (по автодороге) к северу от административного центра сельского округа села Центральное, в 101 километрах к западу от районного центра посёлка Ботакара и в 58 километрах к северо-западу от областного центра города Караганда. Соседние сёла: Садовое в 3 километрах к востоку, Центральное в 3,5 километрах к северу, Самарканд в 4 километрах к юго-востоку. Транспортное сообщение осуществляется автомобильной дорогой областного значения КМ-20 «Темиртау—Садовое—Гагаринское км 0-8». Абсолютная высота центра населённого пункта — 483 метров над уровнем моря. 

## Население
| Численность населения | Численность населения | Численность населения | Численность населения |
| 1989                  | 1999                  | 2009                  | 2021                  |
| --------------------- | --------------------- | --------------------- | --------------------- |
| 493                   | ↘482                  | ↘421                  | ↘291                  |

национальный состав
Процентное соотношение численно-преобладающих национальностей села согласно переписи населения 1989 года:
| Национальность | Процентное соотношение |
| -------------- | ---------------------- |
| русские        | 51 %                   |
| другие         | 49 %                   |